# Barlovci
Barlovci so naselje v mestu Banjaluka, Bosna in Hercegovina. 

## Deli naselja
Anušići, Barlovci, Begova Njiva, Gajani, Lopari, Lukande, Miljanovići, Podovi in Srednje Selo.

## Prebivalstvo
| Pregled števila prebivalcev po letih | Pregled števila prebivalcev po letih | Pregled števila prebivalcev po letih | Pregled števila prebivalcev po letih | Pregled števila prebivalcev po letih | Pregled števila prebivalcev po letih |
| ------------------------------------ | ------------------------------------ | ------------------------------------ | ------------------------------------ | ------------------------------------ | ------------------------------------ |
| 1948                                 | 1953                                 | 1961                                 | 1971                                 | 1981                                 | 1991                                 |
| 499                                  | 671                                  | 659                                  | 651                                  | 727                                  | 624                                  |

| Narodna sestava prebivalstva po letih                                                                                      | Narodna sestava prebivalstva po letih                                                                                         | Narodna sestava prebivalstva po letih                                                                                        |
| --- | --- | --- |
| 1971 | 1981 | 1991 |
| . skupaj: 651 Hrvati 643 (98,77 %) Srbi 4 (0,61 %) Muslimani 0 (0,00 %) Jugoslovani 1 (0,15 %) drugi in neznano 3 (0,46 %) | . skupaj: 727 Hrvati 668 (91,88 %) Srbi 18 (2,47 %) Muslimani 0 (0,00 %) Jugoslovani 28 (3,85 %) drugi in neznano 13 (1,78 %) | . skupaj: 624 Hrvati 570 (91,34 %) Srbi 26 (4,16 %) Muslimani 6 (0,96 %) Jugoslovani 14 (2,24 %) drugi in neznano 8 (1,28 %) |